# Zé Maurício Machline
José Maurício Machline (Rio de Janeiro, 19 de outubro de 1956) é um diretor de marketing, cantor e apresentador brasileiro. Autor do livro Eu Não Acredito em Religião, é o criador do "Prêmio da Música Brasileira", idealizado como maior premiação da música brasileira.